# Obchod na korze
Obchod na korze (La botiga del carrer Major) és un drama txecoslovac de l'any 1965, dirigit pel cineasta eslovac Ján Kadár i el cineasta txec Elmar Klos. La pel·lícula, que tracta sobre la implantació d'un programa d'arianització a Eslovàquia durant la Segona Guerra Mundial, va ser parcialment rodada als estudis de cinema Barrandov, utilitzant també el poble eslovac de Sabinov, situat al nord-est d‘Eslovàquia, com a escenari real.
Obchod na korze va obtenir l'Oscar a la millor pel·lícula de parla no anglesa de 1965 i, un any més tard, l'actriu polonesa Ida Kaminska va ser nominada a l'Oscar a la millor actriu. També al Festival de Cinema de Canes de 1965 Ida Kaminska va obtenir una menció especial del jurat per la seva interpretació, juntament amb Jozef Króner, l'altre actor principal de la pel·lícula.

## Argument
Durant la Segona Guerra Mundial, el simple i humil Tono Brtko, fuster de professió, es veu de cop implicat en el programa d'arianització que té lloc al poble quan les autoritats locals li encomanen de passar a gestionar la merceria de l'anciana jueva Rozália Lautmannová, gairebé sorda i aliena als hostils esdeveniments polítics que trastornen el calmat tarannà de la petita i aïllada població eslovaca.
Amb bones maneres, Tono intenta fer entendre a la confusa senyora Lautmannová que ell ha esdevingut ara el supervisor de la merceria, just a l'instant en què Imrich Kuchár, un eslovac contrari al programa d'arianització, entra a la botiga i li revela a Tono que fa anys que el negoci ha deixat de ser rendible i que l'absent senyora Lautmannová viu, de fet, gràcies a les donacions que li fa la comunitat jueva del poble.
És la mateixa comunitat jueva que, amb l'objectiu de protegir la feble senyora Lautmannová, suborna Tono per tal que no abandoni la ruïnosa merceria, que si no correria el perill de ser lliurada a un altre eslovac menys comprensiu. Pressionat per la seva família, que veu en la merceria una font addicional d'ingressos, Tono accepta en secret el pacte mentre fa creure a la senyora Lautmannová que ell és un net que l'ha vingut a ajudar. De portes enfora, Tono continua sent-ne el capatàs.
Com pot, Tono fa esforços per compaginar els seus dos papers mentre neix entre ell i la senyora Lautmannová una estreta relació que es veu amenaçada el dia en què les autoritats decideixen deportar tots els habitants jueus del poble. Tono, cal que es decideixi aleshores entre lliurar la senyora Lautmannová, desconeixedora en absolut del pogrom, o bé desafiar les autoritats i amagar-la, posant-se ell mateix en perill.
Desconcertat pel dilema i en una situació in extremis governada pel nerviosisme i la por, Tono intenta infructuosament salvar com pot la delicada situació, amb l'infortunat resultat que mata accidentalment l'esfereïda senyora Lautmannová. En adonar-se del tràgic desenllaç, el turmentat Tono, incapaç d'assimilar els fets, s'acaba penjant d'una corda.

## Repartiment
| Actor                               | Paper                                                         |
| ----------------------------------- | ------------------------------------------------------------- |
| Jozef Kroner (1924-1998)            | Anton "Tono" Brtko, fuster                                    |
| Ida Kamińska (1899-1980)            | Rozália Lautmannová, propietària de la merceria               |
| Hana Slivková (1923-1984)           | Evelína Brtková, esposa de Tono                               |
| Martin Hollý Sr. (1904-1965)        | Imrich Kuchár, comptable i membre de la resistència           |
| František Zvarík (1921-2008)        | Markuš Kolkotský, dirigent del poble                          |
| Elena Pappová-Zvaríková (1935-1974) | Ružena "Róžika" Kolkotská, la seva esposa i germana d'Evelína |
| Adam Matejka (1905-1988)            | Piti-báči (Uncle Piti), agutzil del poble                     |
| Martin Gregor (1906-1982)           | Sr. Katz, barber                                              |
| František Papp (1930-1983)          | Sr. Andorič, empleat del tren i veí de Rozália                |
| Gita Mišurová (b. 1929)             | Sra. Andoričová, la seva dona                                 |
| Eugen Senaj (1901-1981)             | Sr. Blau, tresorer de la comunitat jueva                      |
| Lujza Grossová (1917-1981)          | Sra. Eliášová, veïna de Rozália                               |
| J. Mittelmann                       | Daniel "Danko" Eliáš, el seu fill                             |
| Mikuláš Ladžinský (1923-1987)       | Marian Peter, militar                                         |
| Alojz Kramár (1916-1985)            | Balko-báči (Uncle Balko), personatge                          |
| Tibor Vadaš (1908-1987)             | tabaquer                                                      |